# Blastophaga psenes
Blastophaga psenes är en stekelart som först beskrevs av Carl von Linné 1758.  Blastophaga psenes ingår i släktet Blastophaga och familjen fikonsteklar. Inga underarter finns listade.

## Bildgalleri

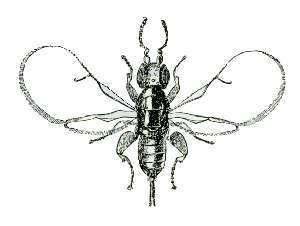